# From Here to Paternity
From Here to Paternity is de zeventiende aflevering van het dertiende seizoen van de televisieserie ER, die voor het eerst werd uitgezonden op 22 februari 2007.

## Verhaal
Taggart is bezorgd over het gedrag van haar zoon Alex. Zij besluit hem naar een internaat voor moeilijk opvoedbare kinderen te sturen, maar later twijfelt zij of dit wel de goede oplossing was.
Een sneeuwstorm woedt over Chicago en op de SEH wordt een familie binnengebracht die in de storm gewond is geraakt. Zij ontdekken dat er nog een familielid wordt vermist en hopen dat deze nog gevonden kan worden voordat het te laat is.
Dr. Kovac en dr. Lockhart zijn druk bezig met voorbereidingen voor hun huwelijk. Zij willen hun verloving stilhouden maar merken al snel dat dit niet zal lukken. Ondertussen behandelt hij samen met dr. Morris en Taggart een man die in zijn borst is geschoten, en nog een gewonde man.
Dr. Rasgotra merkt dat dr. Dubenko het haar kwalijk neemt dat zij melding heeft gemaakt van de duistere deal van Manish.
Dr. Gates krijgt een ongewenste gast: het is zijn alcoholistische vader.

## Rolverdeling

### Hoofdrollen
- Goran Višnjić - Dr. Luka Kovac
- Maura Tierney - Dr. Abby Lockhart
- Mekhi Phifer - Dr. Gregory Pratt
- Parminder Nagra - Dr. Neela Rasgrota
- John Stamos - Dr. Tony Gates
- Stacy Keach - Mike Gates
- Shane West - Dr. Ray Barnett
- Scott Grimes - Dr. Archie Morris
- Leland Orser - Dr. Lucien Dubenko
- J.P. Manoux - Dr. Dustin Crenshaw
- Linda Cardellini - verpleegster Samantha Taggart
- Dominic Janes - Alex Taggart
- Deezer D - verpleger Malik McGrath
- Angel Laketa Moore - verpleegster Dawn Archer
- Montae Russell - ambulancemedewerker Dwight Zadro
- Louie Liberti - ambulancemedewerker Bardelli
- Chloe Greenfield - Sarah Riley
- Busy Philipps - Hope Bobeck
- Troy Evans - Frank Martin
- Hassan Johnson - Darnell Thibeaux

### Gastrollen (selectie)
- Sean Blakemore - Mario
- Vyto Ruginis - Wright
- Rick Cramer - politieagent O'Bannon
- Annie Fitzgerald - Devin Paxon
- Savannah Stehlin - Charlotte Paxon
- George Gerdes - Jim Riley
- Deka Beaudine - Helen Riley
- Julia Ling - Mae Lee Park
- John Barbolla - Keith